# Ostrivka, Bârzula
Ostrivka (în ucraineană Острівка) este un sat în comuna Savran din raionul Bârzula, regiunea Odesa, Ucraina.

## Demografie
Componența lingvistică a localității Ostrivka
     Ucraineană (84,8%)
     Română (13,6%)
     Rusă (1,6%)
Conform recensământului din 2001, majoritatea populației localității Ostrivka era vorbitoare de ucraineană (84,8%), existând în minoritate și vorbitori de română (13,6%) și rusă (1,6%).